# Franz Hauser (Sänger)

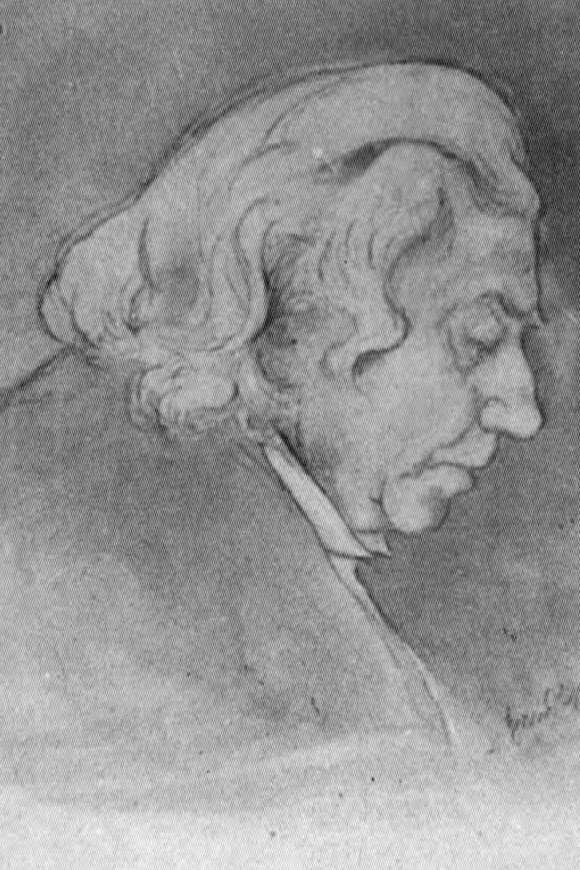
Franz Hauser, Porträt von Hans Thoma

Franz Xaver Hauser, auch Franze Hausera und František Hauser (* 12. Januar 1794 in Krasowitz, im böhmischen Bezirk Beneschau; † 14. August 1870 in Freiburg im Breisgau) war ein österreichischer Opernsänger (Bass), Gesangslehrer und Musikaliensammler.

## Leben
Zunächst studierte er auf Wunsch seines Vaters Medizin, widmete sich aber nach dessen Tod der Musik und studierte Komposition und Gesang bei Johann Wenzel Tomaschek und Joseph Triebensee.
Sein Bühnendebüt gab er 1817 in Prag als Sarastro. Dort sowie an den Opernhäusern von Wien, Leipzig und Berlin wirkte er mit großem Erfolg. 1846 wurde Hauser nach München berufen, um das dortige Königliche Conservatorium zu gründen, das er bis 1864 als Direktor leitete. Nach seiner Pensionierung 1865 zog er nach Karlsruhe und zwei Jahre später nach Freiburg im Breisgau, wo er am 14. August 1870 starb.
Hauser hatte als Gesangspädagoge zahlreiche Schüler, darunter Jenny Lind und Henriette Sontag. Er schrieb ein Unterrichtswerk Gesanglehre für Lehrer und Lernende (Leipzig 1866). Als Komponist wurde er durch ein- und mehrstimmige Lieder bekannt. Sein Briefwechsel mit Moritz Hauptmann wurde 1871 veröffentlicht (Briefe an Franz Hauser. 2 Bände. Leipzig).
Musikwissenschaftliche Bedeutung erlangte Hauser vor allem durch seine Sammlung von Werken Johann Sebastian Bachs, die schließlich zu den bedeutendsten des 19. Jahrhunderts zählte. Die meisten Manuskripte – darunter 19 Kantaten, die Sonaten für Violine mit obligatem Klavier und die Englischen Suiten im Autograph J. S. Bachs – wurden 1904 von der Königlichen Bibliothek aufgekauft, andere wurden versteigert oder 1945 teilweise vernichtet. Restbestände der Sammlung befinden sich in der Hessischen Landes- und Hochschulbibliothek Darmstadt.
Sein Sohn Moritz Heinrich Hauser (1826–1857) war u. a. als Kapellmeister in Königsberg (Preußen) tätig, er komponierte auch, vor allem Lieder sowie eine Oper. Sein Sohn Josef Hauser (1828–1903) wirkte als Kammersänger in Karlsruhe, dessen Ehefrau, die Opernsängerin Maria Magdalena Hauser (1829–1871), war seine Schwiegertochter.

## Schüler (Auswahl)
- Karl Johann Brulliot (1831–1897), Bass
- Bernhard Günzburger (1846–1919), Bariton
- Josef Hauser (1828–1903), Bariton (Sohn)
- Maria Magdalena Hauser (1829–1871), Alt (Schwiegertochter)
- Josephine Hefner (1829–1907), Sopran
- Theodor Kruis (1840–1916), Tenor
- Friedrich Künzel (1825–1903), Tenor
- Mathilde Lange (1833–1856), Sopran
- Hans Feodor von Milde (1821–1899), Bariton
- Georg Schmid (1833–1889), Bass
- Therese Vogl (1845–1921), Sopran